# Йоббик
«Йоббик» (венг. Jobbik — букв. «правый, лучший, правильный»); полное название венг. Jobbik Magyarországért Mozgalom (['jobbik ˈmɒɟɒrorsaːɡeːrt 'mozgɒlom]), буквально Движение «За лучшую Венгрию») — правая националистическая политическая партия Венгрии. Ранее партия была ультраправой, однако в 2020 году партия сменила идеологию, став умеренно-правой.
Партия описывается СМИ, наблюдателями и экспертами как неофашистская, неонацистская, антисемитская, антицыганская и гомофобная. Представители партии в публичных заявлениях отвергают подобные характеристики, утверждая, что они «не против кого-либо, а за Венгрию», и заявляют, что идеология партии находится вне левого и правого спектра.

## История
Партия была создана группой праворадикально настроенных студентов гуманитарного факультета Будапештского университета и выходцами из националистической Партии справедливости и жизни (MIÉP), недовольными политикой руководства. Изначально название было акронимом от Jobboldali Ifjúsági Közösség («Правое молодёжное сообщество»). В названии партии используется игра слов: слово «йобб» (jobb) в венгерском языке имеет два значения — «лучший» и «правый», «-ik» означает «из», «среди» чего-либо. Среди основателей партии был активный участник Венгерского восстания 1956 года Гергей Понгратц.
Участвовала в выборах 2006 года вместе с бывшими парламентскими партиями MIÉP (правоконсервативной) и ПМСХ (правопопулистской). Партия принимала активное участие в антиправительственных демонстрациях в сентябре-октябре 2006 г. На парламентских выборах 2006 года набрала менее 2 % голосов и в национальный парламент не прошла.
В 2007 г. было создано военизированное крыло партии — «Венгерская гвардия», запрещённая в июле 2009 г. «Венгерская гвардия» использует элементы униформы и символику, напоминающие венгерских нацистов 40-х гг. XX в. — нилашистов.
На выборах в Европейский парламент в 2009 г. возглавляемый бывшей либеральной правозащитницей Кристиной Морваи список Партии за лучшую Венгрию («Йоббик») набрал 14,77 % голосов венгерских избирателей, что позволило партии занять третье место после оппозиционной Фидес и правящей Венгерской социалистической партии и обеспечить себе 3 места в Европарламенте из 22 мест, зарезервированных для Венгрии. В октябре 2009 году партия стала инициатором создания Альянса европейских национальных движений — объединения ультраправых партий, включая французский Национальный фронт и Британскую национальную партию.
На выборах 2010 года партия успешно преодолела пятипроцентный барьер и вошла в национальный парламент, получив 47 мест из 386 — 26 мест было получено по территориальным спискам, ещё 21 место — по национальному списку.

## Идеология
Партия определяет себя как радикальная и национально-консервативная. Независимые наблюдатели классифицируют партию «Йоббик» как крайне правую. Партия активно использовала антицыганскую, антисемитскую и антииммигрантскую риторику. Так, она требовала признания термина «цыганская преступность» и начала борьбы с ней, а также проводила акции протеста после громких преступлений, совершённых ромами. Лидер партии Габор Вона призывает также к ограничению рождаемости у цыган и к принудительной передаче цыганских детей «ленивых родителей» в школы-интернаты.
Партия длительное время являлась одной из крупнейших в Венгрии, выступающих за сохранение и дальнейшее развитие отношений с Россией; со временем в этом качестве её опередила правящая партия Фидес. При этом МИД России в своём докладе 2015 года «Неонацизм — опасный вызов правам человека, демократии и верховенству права» причисляет «Йоббик» к расистским партиям.
В 2016 году накануне референдума по вопросу о квотах на беженцев, которых Евросоюз предлагал поселить на территории Венгрии, партия активно агитировала избирателей проголосовать «против» принятия беженцев в Венгрии. При этом партия критиковала правительство Виктора Орбана, обвиняя его в том, что именно нерешительная политика Орбана в 2015 году привела к необходимости проведения этого референдума. Лидеры партии при этом ратовали за то, что вместо проведения референдума нужно внести поправки в конституцию, прямо запрещающие приём мигрантов. После того как 2 октября референдум не состоялся из-за низкой явки избирателей, партия «Йоббик» заявила, что Виктор Орбан вверг страну в авантюру. Габор Вона сказал, что Орбан «забил гол в свои ворота».
В настоящее время партия описывает себя как современная консервативная народная партия. Недавний опрос общественного мнения, проведённый 28 февраля 2020 года IDEA для Euronews, был проанализирован ведущим политологом Балашом Бёскей, и он интерпретировал, что бывшая националистическая партия «Йоббик» завершила преобразование в центристскую народную партию, и её избирательная база была изменена, и теперь это преимущественно умеренный проевропейский округ.
Сторонники сохранения прежнего ультраправого курса партии во главе с Ласло Тороцкаи в 2018 году откололись в движение «Наша Родина».

## Скандалы
- В 2010 году Чанад Сегеди, один из партийных лидеров и депутат Европарламента, неожиданно узнал о своём еврейском происхождении и впоследствии вышел из партии, принеся публичные извинения за ксенофобные высказывания[25].
- В 2010—2011 годах из партии были исключены три человека, связанные с порноиндустрией: руководитель одного из региональных отделений Золтан Кабаи (венг. Kabai Zoltán), снявшийся в 1992—2009 годах под псевдонимом Золтан Ковбой в 84 порнофильмах; Вивиан Катона (венг. Katona Vivian), снимавшаяся под псевдонимом Хани Лавли (англ. Honey Lovely), и член военизированной организации «Венгерская гвардия» Николетт Мюллер (венг. Müller Nikolett), снявшаяся в 150 фильмах под псевдонимом Ники Миллер (англ. Niki Miller). В 2009 году из состава партии также вышел спикер Андраш Кирая (венг. Király András), которого запечатлели на гей-параде в Торонто[26][27].
- В мае 2014 года генеральный прокурор Венгрии попросил председателя Европейского Парламента лишить депутата от «Йоббика» Белу Ковача иммунитета из-за подозрений в шпионаже. Ему ставят в вину контакты «в конспираторской манере» с российскими дипломатами и ежемесячные поездки в Москву, а супруга Ковача, по утверждению газеты «Мадьяр Немзет»[венг.], является гражданкой России и Австрии и ранее работала на спецслужбы. Депутата в Венгрии рассматривают как лоббиста интересов РФ, он был одним из нескольких европарламентариев, выступавших в роли наблюдателей на референдуме в Крыму, провозгласившим это голосование легитимным[28].